# Thomas Hamilton (9. hrabia Haddington)
Thomas Hamilton, 9. hrabia Haddington KT (ur. 21 czerwca 1780, zm. 1 grudnia 1858) – brytyjski arystokrata i polityk, członek stronnictwa torysów i Partii Konserwatywnej, minister w drugim rządzie Roberta Peela.
Był jedynym synem Charlesa Hamiltona, 8. hrabiego Haddington, i lady Sophii Hope, córki 2. hrabiego Hopetoun. Od 1794 r. nosił tytuł grzecznościowy „lorda Binning”. Wykształcenie odebrał na Uniwersytecie Edynburskim oraz w Christ Church na Uniwersytecie Oksfordzkim. W 1802 r. poślubił lady Marię Parker, córkę 4. hrabiego Macclesfied. Małżonkowie nie mieli razem dzieci.
W 1802 r. został wybrany do Izby Gmin jako reprezentant okręgu St Germans. Okręg ten reprezentował do 1806 r. Następnie reprezentował okręgi Cockermouth (1807, Callington (1807–1812), Mitchell (1814–1818), Rochester (1818–1826) i Yarmouth (Isle of Wight). W 1827 r. otrzymał tytuł 1. barona Melros i zasiadł w Izbie Lordów. Po śmierci ojca w 1828 r. odziedziczył tytuł 9. hrabiego Haddington.
Od 1814 r. był członkiem Tajnej Rady. W 1831 r. głosował przeciwko reformie wyborczej, ale podczas drugiej próby uchwalenia ustawy w 1832 r. zagłosował za. W latach 1834–1835 był lordem namiestnikiem Irlandii. W 1841 r. odmówił objęcia stanowiska gubernatora generalnego Indii i został pierwszym lordem admiralicji. Od stycznia do lipca 1846 r. był lordem tajnej pieczęci.
Zmarł w 1858 r. Tytuł parowski odziedziczył jego kuzyn, George Baillie-Hamilton.